# Serdoba
La Serdoba (in russo Сердоба́?) è un fiume della Russia europea meridionale (oblast' di Penza, oblast' di Saratov), affluente di sinistra del Chopër (bacino idrografico del Don).
Nasce dalle alture del Volga, scorre dapprima in direzione sud-occidentale successivamente verso ovest-nord-ovest. L'alveo è moderatamente tortuoso e raggiunge 1-1,5 km di larghezza, la valle è ampia. La profondità massima del fiume in acque basse è di 2,5 m. Ci sono molte foreste di latifoglie e conifere nella valle del fiume. Il principale centro urbano toccato nel suo corso è la città di Serdobsk. Sfocia nel Chopër a 851 km dalla foce. Ha una lunghezza di 160 km; l'area del suo bacino è di 4 040 km².
Le prime formazioni di ghiaccio si osservano a fine ottobre - inizio novembre. Il congelamento avviene a fine novembre - inizio dicembre. La durata del periodo con copertura di ghiaccio stabile varia da 114 a 160 giorni. Il ghiaccio ha uno spessore di 75 cm e la maggior parte del deflusso annuale si verifica in primavera da marzo a maggio.